# Горст Грубеш
Горст Грубеш (нім. Horst Hrubesch, нар. 17 квітня 1951, Гамм) — колишній німецький футболіст, що грав на позиції нападника. По завершенні ігрової кар'єри — футбольний тренер.  Відомий, зокрема, виступами за «Гамбург» та збірну Німеччини.

## Клубна кар'єра
На початку кар'єри Горст Грубеш грав за невеликі футбольні клуби, доки у віці 24 років його не підптсав «Рот-Вайс». Там він досить добре грав і в 1978 році його запросили до «Гамбурга», де Горст став одним з найпродуктивніших форвардів Бундесліги з 96 голами в 159 матчах і почав викликатися у збірну ФРН. Горст Грубеш також запам'ятався гарним взаєморозумінням на полі з гравцем «Гамбурга» Манфредом Кальцем, з подач якого часто переправляв головою м'яч в сітку воріт.

## Виступи за збірну
Зірковим для Грубеша став виступ на Євро 1980, де він у переможному фіналі проти Бельгії забив два м'ячі, вирішальний з яких на 89-й хвилині матчу у своєму фірмовому стилі. Перемога на Євро дещо розбавила гіркоту нещодавної поразки з «Гамбургом» від «Ноттінгем Форест» у фіналі Кубка європейських чемпіонів 1970-80. Горст доволі пізно почав грати на міжнародному рівні і був викликаний до збірної лише через перелом ноги у Клауса Фішера. Фінал Євро 1980 став для нього лише 5-м матчем за «маншафт». Загалом за збірну він провів всього лиш 21 матч, останній з яких у фіналі Чемпіонату Світу 1982.

## Кар'єра тренера
Тренерську діяльність Горст Грубеш розпочав в «Рот-Вайс». В команді він пробув з 1 липня 1986-го до 14 вересня 1987 року. З 1987-го по 1988-й був граючим тренером команди «Весттюннен». В сезоні 1988-89 він тренував «Вольфсбург». Під його керівництвом команда провела лише два матчі в Кубку Німеччини проти «Айнтрахта», які закінчилися внічию 1-1 та поразкою 1-6, після чого тренер залишив клуб. З 1992 по 1997 роки Грубеш тренував австрійські «Сваровскі-Тіроль» та «Аустрію», німецькі «Динамо» та «Ганзу», а також турецький «Самсунспор». З 2000 року тренує юнацьку збірну Німеччини. 

## Титули і досягнення

### Гравець
«Гамбург»
- Чемпіонат ФРН
  - Чемпіон (3): 1978–79, 1981–82, 1982–83
  - Срібний призер (2): 1979–80, 1980–81
- Кубок європейських чемпіонів
  - Володар (1): 1982–83
  - Фіналіст (1): 1979–80
- Кубок УЄФА
  - Фіналіст (1): 1981–82

Збірна ФРН
- Чемпіонат Світу
  - Фіналіст (1): 1982
- Чемпіонат Європи
  - Чемпіон (1): 1980

### Тренер
Юнацька збірна Німеччини (U-19)
- Чемпіон Європи (U-19): 2008

Молодіжна збірна Німеччини (U-21)
- Чемпіон Європи (U-21): 2009

Олімпійська збірна Німеччини
- Срібний призер Олімпійських ігор (1): 2016

## Статистика
Статистика клубних виступів:
| Турнір                    | «Рот-Вайс» | «Рот-Вайс» | «Гамбург» | «Гамбург» | «Стандард» | «Стандард» | «Боруссія» | «Боруссія» | Всього | Всього |
| Турнір                    | І          | Г          | І         | Г         | І          | Г          | І          | Г          | І      | Г      |
| ------------------------- | ---------- | ---------- | --------- | --------- | ---------- | ---------- | ---------- | ---------- | ------ | ------ |
| Кубок чемпіонів           | —          | —          | 17        | 9         | 2          | 1          | —          | —          | 19     | 10     |
| Кубок УЄФА                | —          | —          | 17        | 12        | —          | —          | —          | —          | 17     | 12     |
| Чемпіонат Німеччини       | 48         | 38         | 159       | 96        | —          | —          | 17         | 3          | 224    | 136    |
| Кубок Німеччини           | 8          | 4          | 19        | 17        | —          | —          | 4          | 2          | 31     | 23     |
| Перехідний турнір         | 2          | 1          | —         | —         | —          | —          | —          | —          | 2      | 1      |
| Чемпіонат Німеччини (Д-2) | 35         | 41         | —         | —         | —          | —          | —          | —          | 35     | 41     |
| Чемпіонат Бельгії         | —          | —          | —         | —         | 43         | 17         | —          | —          | 43     | 17     |
| Всього                    | 93         | 84         | 212       | 134       | 45         | 18         | 21         | 5          | 371    | 241    |